# LangChain
LangChain — фреймворк (программная среда или оболочка) и библиотека программных инструментов с открытым исходным кодом, помогающая интегрировать большие языковые модели (large language models, LLM), например, такие как GPT-3 и GPT-4, в LLM-приложения с использованием искусственного интеллекта, внешние сервисы и источники данных. Штаб-квартира компании-разработчика находится в Сан-Франциско, Калифорния.

## История
В октябре 2022 года американский программист Харрисон Чейз основал LangChain. До запуска собственного проекта Чейз, получивший степень в области статистики и компьютерных наук в Гарвардском университете, руководил подразделением по машинному обучению в компании Robust Intelligence и работал в Kensho Technologies, стартапе в сфере финтеха.
В начале апреля 2023 года компания Benchmark инвестировала в проект 10 млн долларов. В том же месяце стартап привлёк 20 млн долларов инвестиций от венчурной компании Sequoia Capital. По итогам проведённого раунда финансирования LangChain оценивалась в 200 млн долларов. Весной того же года число сторонних разработчиков-участников проекта на веб-хостинг репозиториев GitHub достигло 2 тыс. человек, аудитория платформы превысила 50 тыс. пользователей.
В июле 2023 года команда приступила к бета-тестированию решения для разработки, мониторинга и тестирования LLM-приложений, в феврале 2024 года выпустила продукт на рынок.

## Особенности
Оболочка LangChain использует языки программирования Python и JavaScript, обеспечивая разработчиков LLM-приложений (таких как чат-боты и виртуальные агенты) набором инструментов, которые упрощают процесс работы и сокращающих время получения конечного результата.
Основные модули программной среды:
- Схема. Базовая структура, отвечающая за управление взаимодействием и интеграцией данных;
- Модели. Через оригинальный интерфейс пользователям доступны различные LLM- модели (ChatGPT, Anthropic, Hugging Face, Cohere, LLaMa), Chat Models, Text Embedding, которые можно применять при создании собственных приложений;
- Цепочки вызовов. Позволяют пользователю выстраивать сложную последовательность блоков;
- Индексы. Функционал для загрузки и извлечения документов, разделители текста, инструменты для взаимодействия с различными типами текстовой информации;
- Векторное хранилище. Векторная база данных Deep Lake, позволяющая хранить большие массивы информации в облаке;
- Виртуальные агенты. Программы, которые, исходя из определенных алгоритмов, подбирают ответы, подсказки, советы в зависимости от получаемых от пользователя запроса.